# Johann Höpfner
Johannes Höpfner (* Januar 1812 in Uetersen; † 9. November 1852) war Autor, königlich dänischer Staatsrat und Departementschef im schleswigschen Ministerium zu Kopenhagen.

## Leben
Er war der einzige Sohn unter sieben Kindern des am 30. März 1830 verstorbenen Landpredigers und Pastors der Klosterkirche Uetersen, Dietrich Lebrecht Höpfner. Höpfner studierte Rechtswissenschaft an der Christian-Albrechts-Universität zu Kiel und schloss sich 1832 dem Corps Holsatia an. 1836 bestand er das juristische Amtsexamen mit Auszeichnung. Danach wurde er Regierungsrat in Schleswig und ging beim Beginn der Schleswig-Holsteinischen Erhebung nach Kopenhagen. Er fand eine Anstellung beim Ministerium des Auswärtigen. Höpfner unternahm dabei als Diplomat und Konsul mehrere diplomatische Missionen nach Berlin und London. Später erhielt er den Auftrag, einen Entwurf zu einer neuen Distrikteinteilung für das Herzogtum Schleswig auszuarbeiten, die er auch beendete. Infolge einer Umbesetzung übernahm Höpfner den Posten als Chef des Departements der Justiz und Polizei im Ministerium für das Herzogtum Schleswig. Durch einen herben Rückfall einer langjährigen Erkrankung musste er trotz seines ausgezeichneten Fleißes und seiner Tüchtigkeit diesen Posten aufgeben. Die letzten Jahre seines Lebens wurde er von seiner Schwester gepflegt. Er starb vermutlich in Hanerau-Hademarschen. Als Schriftsteller wurde er besonders bekannt durch seine Schriften über die Geschworenengerichte, denen er kritisch gegenüberstand. Am 7. September 1846 wurde er königlich dänischer wirklicher Etarsrat und später Ritter vom Danebrog und Danebrogmann.

## Werke
- Über den Anklageprocess und das Geschworenengericht (1844)
- Dänemark und die Herzogthümer Schleswig und Holstein (1846)
- Der Aufstand in den Herzogthümern Schleswig und Holstein und Preussens Verfahren gegen Dänemark (1848)
- Eine Reihe von Artikeln im Altonaer Mercur (anonym)